# Presagio
Presagio és una pel·lícula mexicana de 1975 dirigida amb Luis Alcoriza a partir d'un guió cocreat amb Gabriel García Márquez. Va ser protagonitzada per Lucha Villa, Eric del Castillo, David Reynoso, Carmen Montejo, entre d'altres. La fotografia va estar a càrrec de Gabriel Figueroa.

## Argument
En un petit poble mexicà, "Mamà Santos" (Anita Blanch) la vella llevadora és anomenada per a assistir al part d'Isabel (Raquel Olmedo), dona de Felipe (Aarón Hernán). Com a part dels seus instruments tradicionals, la matrona emprava un botelló perquè les dones hi bufessin i l'esforç els permetés donar a llum més fàcilment, no obstant això, després del naixement del fill de Felipe l'ampolla es trenca, la qual cosa Mamà Santos considera com un presagi que "una cosa terrible passarà en aquest poble", tot seguit la llevadora es posa malalta greument.
El rumor de la predicció de Mamà Santos corre per tot el poble generant una reacció en cadena de successos desgraciats entre tota la població que comencen culpabilitzant a Felipe de la desgràcia que s'aveïna. Cada persona sofreix i causa desgràcies a altres persones mogudes per la creença en el presagi, la qual cosa agreuja cada vegada més la situació del poble fins a provocar el seu total abandó.

## Producció
L'escriptor Gabriel García Márquez i Luis Alcoriza van treballar quatre mesos en el guió de la cinta poc abans que el colombià escrivís la seva obra mestra Cien años de soledad en 1968, qui es va basar en el seu relat "Tiempo de Morir".

## Recepció
En una entrevista realitzada a Luis Alcoriza afirmava que va ser més ben compresa a Europa que a Mèxic. En efecte, la pel·lícula va participar al Festival Internacional de Cinema de Sant Sebastià 1974 a Espanya, on va rebre l'Esment Especial del Jurat. Mentre que a Mèxic va participar en la IV Mostra Internacional de Cinema, rebent algunes crítiques. Emilio García Riera, dona testimoniatge d'aquestes crítiques: "Caldrà una nova visió de Presagi, al marge dels constrenyiments de la Mostra en què s'ha exhibit [...].". Encara que sembla que la valoració a llarg termini va ser més positiva com recapitula Alcoriza en 1980.